# Casa de los condes de Carma

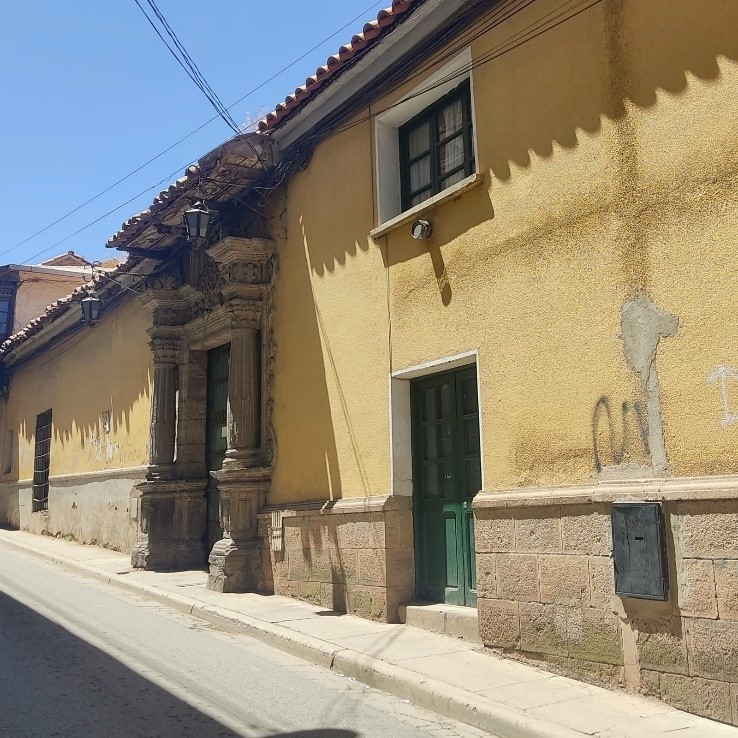
Vista de la fachada principal

La Casa de los Condes de Carma es un inmueble privado catalogado como de valor Monumental, que se encuentra emplazado en el centro histórico de la ciudad de Potosí, en la Calle Chuquisaca entre Tarija y Lanza.

## Historia
Edificación de fines del siglo XVII. Esta casa perteneció al primer Conde, Aguacil Mayor de la Real Audiencia de Charcas y Oficial Real de las Cajas de Potosí, en el Alto Perú (hoy Bolivia). El Condado de San Miguel de Carma, es un título nobiliario español, creado el 23 de diciembre de 1738 por el Rey Felipe V, con el Vizcondado previo de Machaca, a favor de Matías de Astoria y Cereceda. Actualmente es una construcción que se encuentra en estado muy transformado modificada al presente, pero de gran valor histórico y arquitectónico.

## Arquitectura

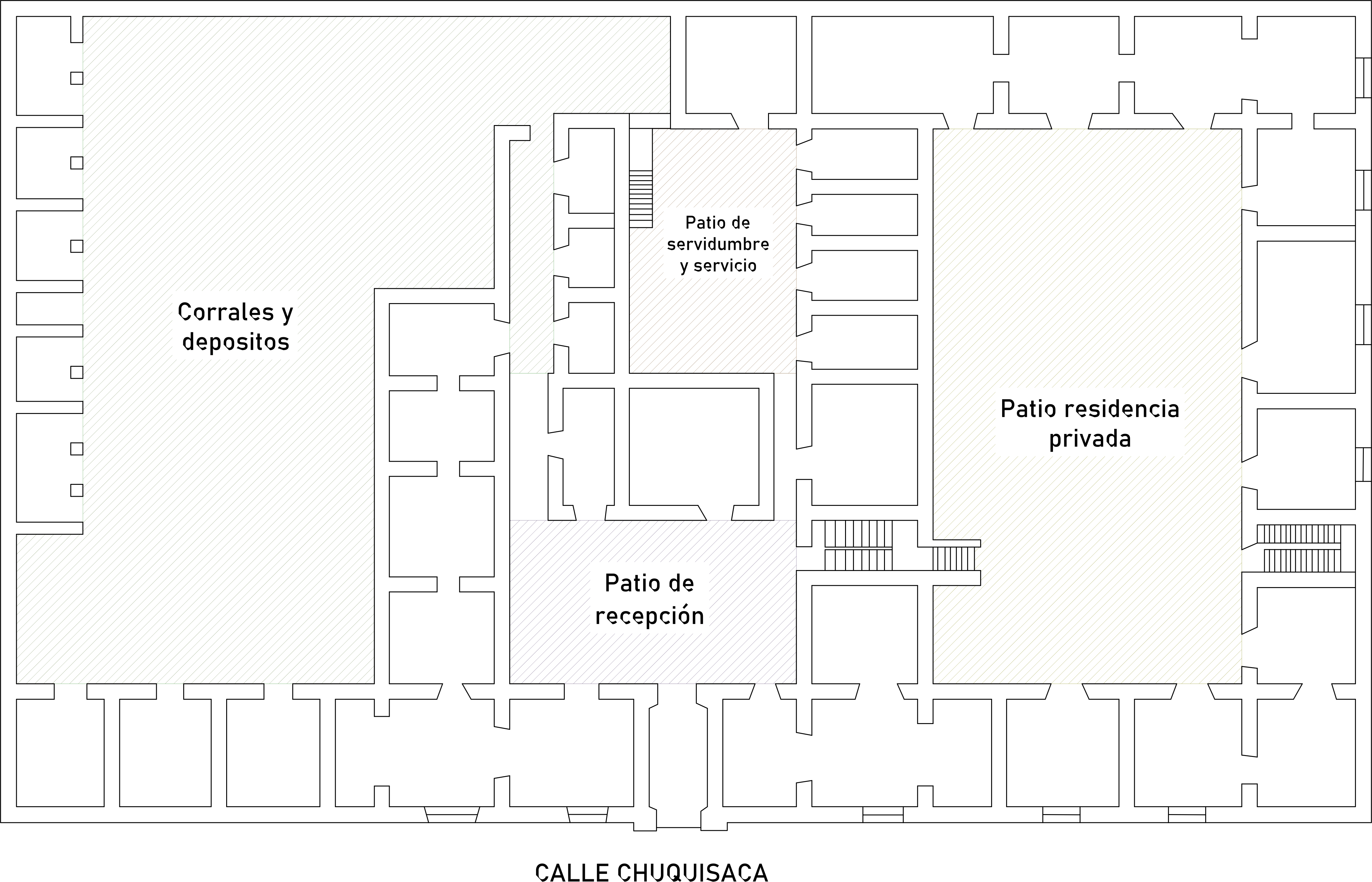
Vista en planta de la Casa de los Condes de Carma

Presenta una portada muy rica tallada en piedra con ornamentos vegetales, flanqueada por dos columnas estriadas. En la parte superior lleva un arrabá característico del mudéjar y el escudo nobiliario.
Edificación de dos plantas, se estructura a través de un acceso principal, que conduce a un primer patio de recepción y la conexión con los otros patios se hace a través de chiflones y escaleras. Los patios se destacan por su gran tamaño; el patio de recepción tiene aproximadamente 10 m de lado, los patios secundarios entre 10 y 15 y el canchón o área libre de más de 15m de lado.